# Zhanang
Zhanang (en tibetano, ས་སྐྱ་རྫོང་།; wylie, gra nang rdzong; literalmente, ‘dentro de la zanja del árbol espinoso’; en chino, 扎囊县; pinyin, Zhānáng xiàn léase Zha-Náng) es un condado bajo la administración directa de la Prefectura Shannan en la Región autónoma del Tíbet, República Popular China. Su área es 2148 km² y su población total para 2010 fue cercana a los 40 mil habitantes.

## Administración
El condado de Zhanang se divide en 5 pueblos que se administran en 2 poblados y 3 villas.

## Clima
| Parámetros climáticos promedio de Zhanang (1981−2010) | Parámetros climáticos promedio de Zhanang (1981−2010) | Parámetros climáticos promedio de Zhanang (1981−2010) | Parámetros climáticos promedio de Zhanang (1981−2010) | Parámetros climáticos promedio de Zhanang (1981−2010) | Parámetros climáticos promedio de Zhanang (1981−2010) | Parámetros climáticos promedio de Zhanang (1981−2010) | Parámetros climáticos promedio de Zhanang (1981−2010) | Parámetros climáticos promedio de Zhanang (1981−2010) | Parámetros climáticos promedio de Zhanang (1981−2010) | Parámetros climáticos promedio de Zhanang (1981−2010) | Parámetros climáticos promedio de Zhanang (1981−2010) | Parámetros climáticos promedio de Zhanang (1981−2010) | Parámetros climáticos promedio de Zhanang (1981−2010) |
| Mes                                                   | Ene.                                                  | Feb.                                                  | Mar.                                                  | Abr.                                                  | May.                                                  | Jun.                                                  | Jul.                                                  | Ago.                                                  | Sep.                                                  | Oct.                                                  | Nov.                                                  | Dic.                                                  | Anual                                                 |
| ----------------------------------------------------- | ----------------------------------------------------- | ----------------------------------------------------- | ----------------------------------------------------- | ----------------------------------------------------- | ----------------------------------------------------- | ----------------------------------------------------- | ----------------------------------------------------- | ----------------------------------------------------- | ----------------------------------------------------- | ----------------------------------------------------- | ----------------------------------------------------- | ----------------------------------------------------- | ----------------------------------------------------- |
| Temp. máx. media (°C)                                 | 8.7                                                   | 10.7                                                  | 14.2                                                  | 17.3                                                  | 20.9                                                  | 24.1                                                  | 23.2                                                  | 22.0                                                  | 20.6                                                  | 17.9                                                  | 13.1                                                  | 9.2                                                   | 16.8                                                  |
| Temp. media (°C)                                      | -0.6                                                  | 2.4                                                   | 6.4                                                   | 9.5                                                   | 13.3                                                  | 16.7                                                  | 16.4                                                  | 15.7                                                  | 13.9                                                  | 9.6                                                   | 3.2                                                   | -0.7                                                  | 8.8                                                   |
| Temp. mín. media (°C)                                 | -8.2                                                  | -5.4                                                  | -1.4                                                  | 2.3                                                   | 6.3                                                   | 10.4                                                  | 11.3                                                  | 11.0                                                  | 9.0                                                   | 3.4                                                   | -4.2                                                  | -7.9                                                  | 2.2                                                   |
| Precipitación total (mm)                              | 0.4                                                   | 0.3                                                   | 1.6                                                   | 6.9                                                   | 20.3                                                  | 49.6                                                  | 119.4                                                 | 122.5                                                 | 66.4                                                  | 8.8                                                   | 0.4                                                   | 0.5                                                   | 397.1                                                 |
| Humedad relativa (%)                                  | 35                                                    | 29                                                    | 30                                                    | 38                                                    | 44                                                    | 51                                                    | 63                                                    | 67                                                    | 64                                                    | 51                                                    | 43                                                    | 43                                                    | 46.5                                                  |
| Fuente: 中国气象数据网                                |                                                       |                                                       |                                                       |                                                       |                                                       |                                                       |                                                       |                                                       |                                                       |                                                       |                                                       |                                                       |                                                       |